# کالدرا دل آتوئل
کالدرا دل آتوئل (به اسپانیایی: Caldera del Atuel) یک کوه در آرژانتین است. کالدرا دل آتوئل ۵٬۱۸۹ متر بالاتر از سطح دریا واقع شده‌است.